# Макар Чудра
„Макар Чудра“  (рус. Макар Чудра) приповетка је руског књижевника Максима Горког. Први пут је објављена у листу „Кавказ” 12/24. септембра 1892. Горки је приповетку написао док је био запослен у транскавкаској железничкој радионици у Тбилисију. Сматра се првим књижевним остварењем које је аутор потписао псеудонимом Горки.
Приповетка је екранизована у совјетски филмски мјузикл „Цигани лете у небо” 1975, а потом и у успешни позоришни мјузикл.

## Синопсис
Неименовани приповедач сусреће старог Циганина Макара Чудру, са којим започиње разговор. Чудра почиње да приповеда о трагичној љубави између коњокрадице Лојка Зобара и лепотице Раде. Иако су провели страсне ноћи у идили, за њих љубав постаје оков, који им спутава тежњу ка слободи и независности, али и полигон за доказивање надмоћи. Након што је схватио да никад неће укротити младу девојку, Лојко пристаје да пред целом чегром клекне пред Раду и да на тај начин пристане на подређени положај. Лојко изненада вади нож и убија девојку пред очима њеног оца и целе чегре. Радин отац убија Лојка ножем.